# Pierre Farine

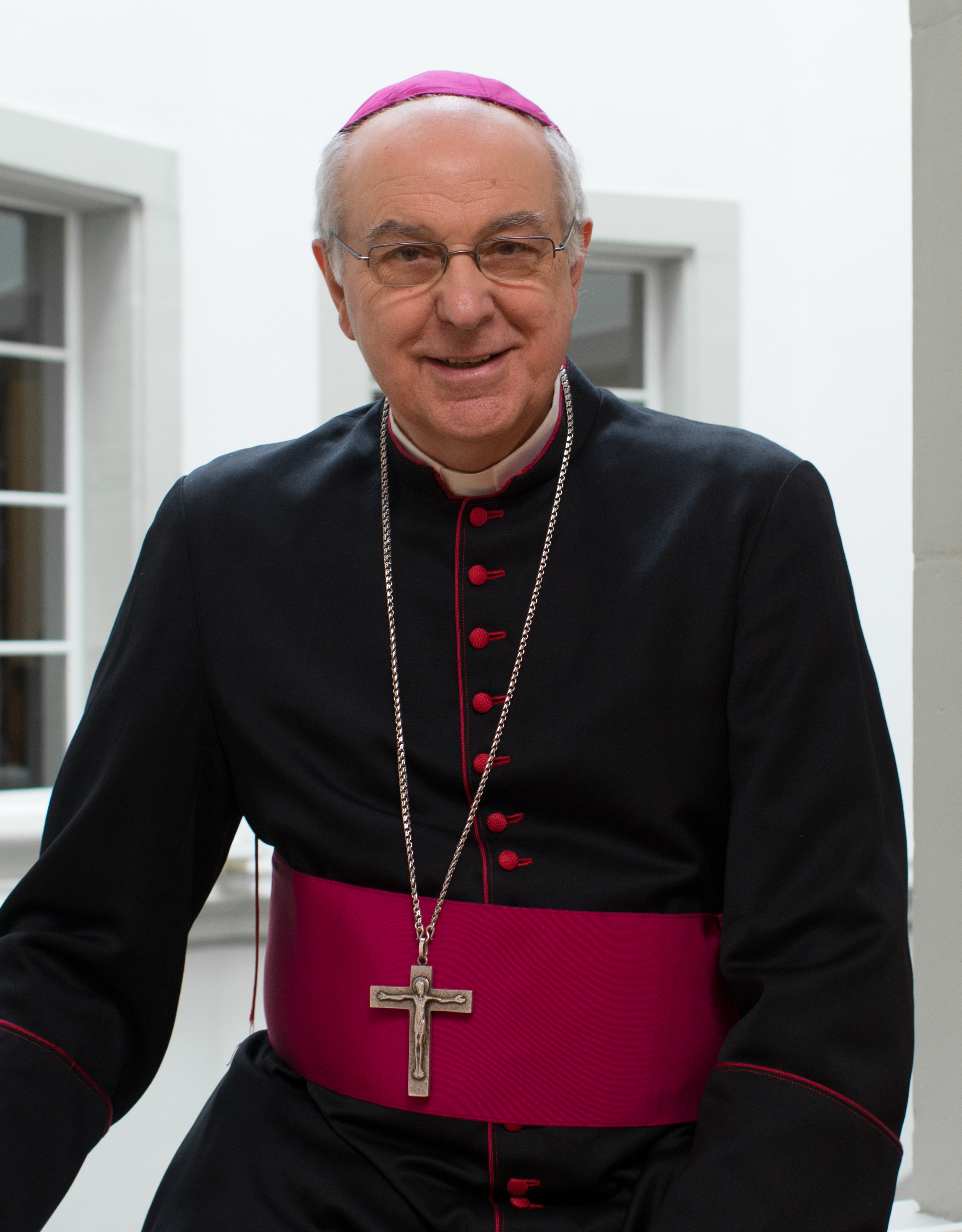
Pierre Farine

Wappen von Pierre Farine

Pierre Farine (* 31. Mai 1940 in Locarno, Tessin, Schweiz) ist ein Schweizer römisch-katholischer Geistlicher und emeritierter Weihbischof in Lausanne, Genf und Freiburg.

## Leben
Pierre Farine stammt aus Courroux (Kanton Jura) und wuchs zunächst in Winterthur (Kanton Zürich) auf. Später besuchte er Schulen in Montreux (Kanton Waadt) und in St. Moritz (Kanton Wallis), wo er 1960 die Hochschulreife erwarb. Er trat in das Priesterseminar in Freiburg ein und empfing am 27. Juni 1965 von Bischof François Charrière das Sakrament der Priesterweihe.
Farine wurde 1965 Vikar an St. Moritz in Pully (Waadt), 1970 an der Liebfrauenkirche in Genf, 1973 an der Dreifaltigkeitskirche in Genf. 1975 wurde er Jugendseelsorger für den Kanton Genf. 1986 wurde er Pfarrer an St. Moritz in Bernex, ab 1990 war er Dechant.
Am 12. August 1996 ernannte ihn Papst Johannes Paul II. zum Titularbischof von Tragurium und bestellte ihn zum Weihbischof in Lausanne, Genf und Freiburg. Der Bischof von Lausanne, Genf und Freiburg, Amédée Grab OSB, spendete ihm am 20. Oktober desselben Jahres die Bischofsweihe; Mitkonsekratoren waren der emeritierte Bischof von Lausanne, Genf und Freiburg, Pierre Mamie, und der Abt von Saint-Maurice, Henri Salina CRA.
Farine war als Bischofsvikar für den Kanton Genf zuständig. Von September 2010 bis Dezember 2011 war er außerdem Diözesanadministrator des Bistums Lausanne, Genf und Freiburg. Am 30. Juni 2015 nahm Papst Franziskus das aus Altersgründen gestellte Rücktrittsgesuch des Weihbischofs an.